# Frederik Detiček
Frederik »Fric« Detiček, slovenski smučar, * 27. januar 1943, Kranj.
Fric Detiček je za Jugoslavijo nastopil na Zimskih olimpijskih igrah 1964 v Innsbrucku, kjer je nastopil v veleslalomu, slalomu ter smuku.